# Elbeszélés (műfaj)
Az elbeszélés (régi magyar nevén: beszély) a szépirodalmi műfaj-hierarchiában tágabb értelemben a novellával azonos jelentésben használt kifejezés, szűkebb értelemben a terjedelmében a novella és a kisregény között elhelyezkedő, gyakran hosszú novellának nevezett prózaepikai műfaj. Ez utóbbi meghatározása sok esetben bizonytalan, gyakran a teoretikusok is ellentmondanak egymásnak az elbeszélésműfaj értelmezésekor. A novellával szemben általában jellemzi, hogy ugyan szintén egyetlen cselekménysorra fűződik fel, ám az események és leírások bőségesebben, részletesebben kifejtve kapnak helyet benne, emellett gyakoribbak a helyzetváltoztatások és a fordulatok. Verses változata az elbeszélő költemény válfajaként számon tartott költői elbeszélés, régiesen költői beszély.
A műfaj tipikus példái Stendhal Vannina Vannini, Puskin Dubrovszkij, Kleist Michael Kohlhaas, Tolsztoj Kozákok, Gorkij Csudra Makar, Thomas Mann Tonio Kröger, Krúdy Gyula Az útitárs című elbeszélései.